# Vịt lam
Vịt lam (tên khoa học: Hymenolaimus malacorhynchos) là một loài chim trong họ Vịt.
Đây là loài đặc hữu New Zealand. Loài này là thành viên duy nhất của chi Hymenolaimus. Tình trạng phân loại chính xác của loài này vẫn chưa được giải quyết, nhưng nó dường như có liên quan chặt chẽ nhất với tông Anatini. Tên tiếng Maori của loài, phát âm là "phí-oh" và thường được sử dụng ở tiếng Anh New Zealand, là một biểu hiện từ tượng thanh của tiếng kêu của vịt trống.
Loài này dài từ 53 đến 54 cm (21–21 in) và thay đổi theo trọng lượng theo giới tính. Con mái nhỏ hơn con trống, nặng 680–870 g (24–31 oz), trong khi con trống nặng 820–1077 g (28,9–38,0 oz).